# Złotów (województwo dolnośląskie)
Złotów – wieś w Polsce, położona w województwie dolnośląskim, w powiecie trzebnickim, w gminie Zawonia.
W latach 1975–1998 wieś należała administracyjnie do województwa wrocławskiego.

## Nazwa
Nazwa pochodzi od polskiej nazwy deszczowej brzydkiej pogody – „słoty”. Heinrich Adamy w swoim dziele o nazwach miejscowych na Śląsku wydanym w 1888 roku we Wrocławiu wymienia jako najstarszą zanotowaną nazwę miejscowości Slotke podając jej znaczenie Nasser Ort, czyli po polsku „Mokre, wilgotne osiedle”. Pierwotna nazwa została później przez Niemców fonetycznie zgermanizowana na Schlottau, tracąc swoje pierwotne znaczenie. Po zakończeniu II wojny światowej polska administracja spolonizowała wcześniejszą zgermanizowaną nazwę na Złotów, która w wyniku procesów językowych utraciła początkowe znaczenie.

## Integralne części wsi
| SIMC    | Nazwa    | Rodzaj     |
| ------- | -------- | ---------- |
| 0883910 | Trzemsze | przysiółek |

## Historia
14 lutego 1874 utworzono Amtsbezirk Schlottau  (dystrykt-powiat) obejmujący wsie: Złotów, Czeszów, Trzęsowice i Złotówek.

## Zabytki
Do wojewódzkiego rejestru zabytków wpisany jest:
- kościół ewangelicki, obecnie rzymskokatolicki filialny pw. św. Józefa Oblubieńca, drewniany o konstrukcji zrębowej, z 1754 r. Rokokowy wystrój wnętrza[9]

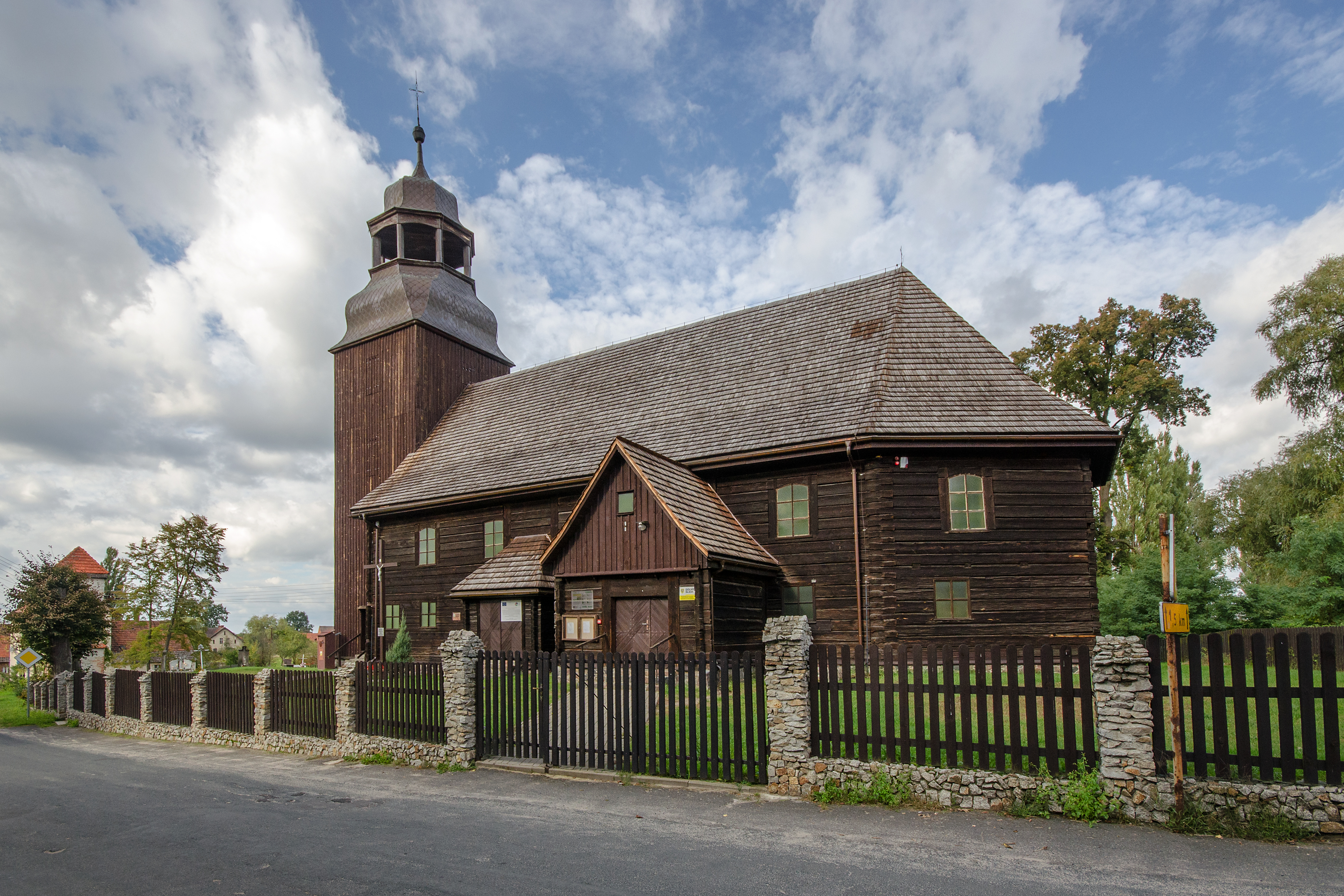
Kościół św. Józefa
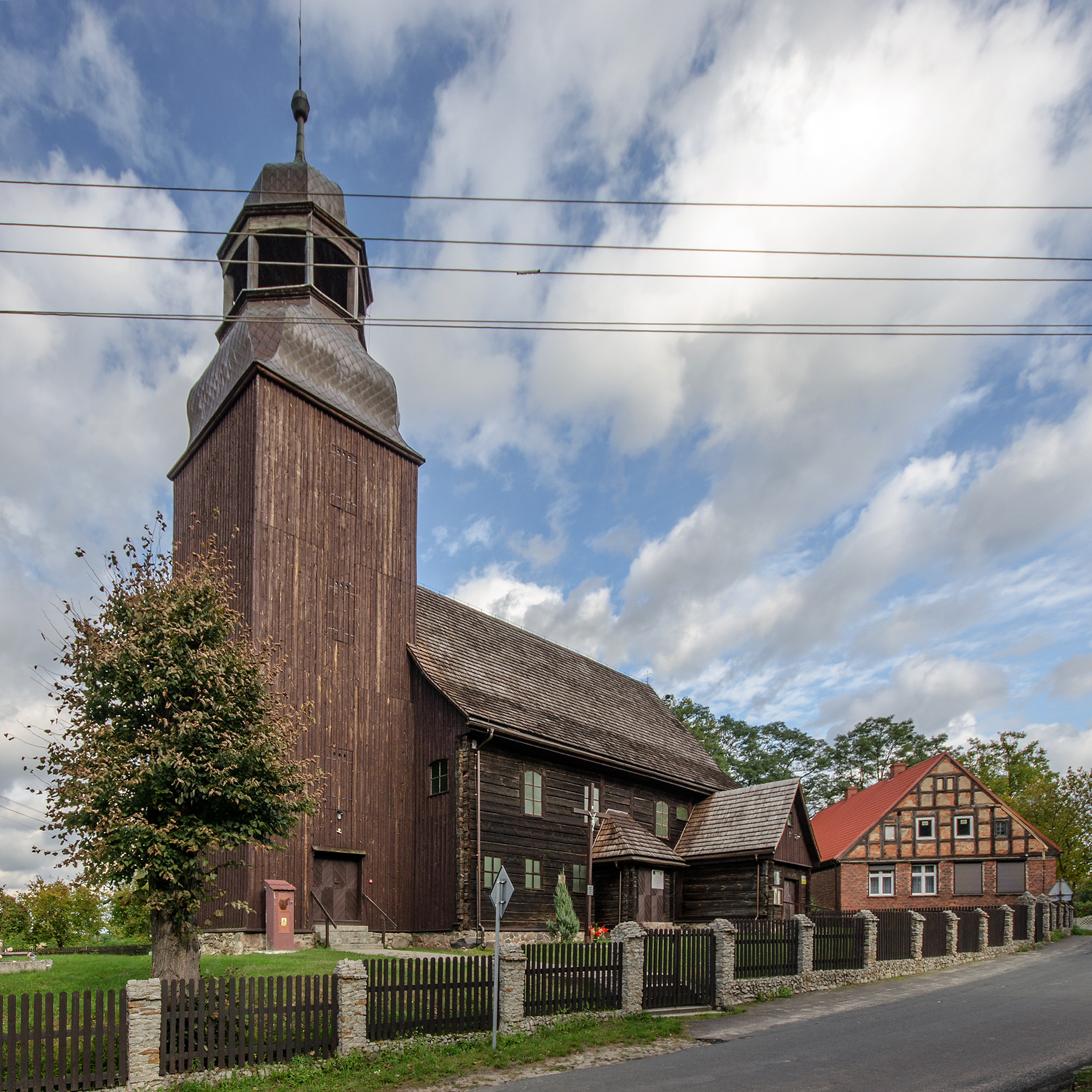
Kościół św. Józefa